# Sterławki Wielkie
Sterławki Wielkie est un village polonais de la voïvodie de Varmie-Mazurie, dans le powiat de Giżycko.
Durant les années 1975-1998 la ville appartenait administrativement à la région de Suwalki.
Le village est situé près de la route Kętrzyn - Giżycko et au sud du lac Dejguny.

## Histoire
L'école a été créée en 1600.
En 1613, selon les archives de Giżycko il y avait 4 auberges à Sterławki Wielkie.
Un moulin à eau a fonctionné de la fin du XIXe siècle jusqu'en 1945. Il est aujourd'hui transformé en auberge.
Une église de la fin du XVe siècle a été brûlée par les Tatars en 1656. Reconstruite peu à peu elle est achevée en 1832. De 1818 à 1945, Groß Stürlack fait partie de l'arrondissement de Lötzen (de) dans le district de Gumbinnen au sein de la province de Prusse-Orientale. Le clocher (38 m) est ajouté lors d'un rénovation en 1884. Au début du XXe siècle les célébrations sont en polonais ou en allemand.

## Démographie
Dans la seconde moitié du XIXe siècle la zone rurale était de 1 436 hectares, il y avait 170 maisons et 818 personnes.
En 1910 Sterławki Wielkie comptait 877 habitants, et 871 en 1939.
En 1970, la commune a une surface de 653 ha, avec 79 maisons dans le village dans lesquelles vivaient 621 personnes.